# Gérasime III d'Alexandrie
Pour les articles homonymes, voir Gérasime.
Gérasime III (né à Léros, mort en 1788) est pape et patriarche orthodoxe d'Alexandrie et de toute l'Afrique de 1783 à 1788.